# Dasypolia powelli
Dasypolia powelli là một loài bướm đêm trong họ Noctuidae.